# L'Orione
L'Orione (título original en italiano; en español, Orión) es una ópera en tres actos y un prólogo con música del compositor italiano Francesco Cavalli y libreto de Francesco Melosio. La ópera se estrenó en el Teatro Real de Milán en junio de 1653, para celebrar la elección de Fernando IV como rey de romanos. El libreto se ha escrito originalmente para el Teatro San Moisè, de Venecia en 1642. Orione se repuso en Santa Fe (Nuevo México) en 1983 por el director y musicólogo Raymond Leppard.

## Personajes
| Personaje              | Tesitura | Reparto del estreno, junio de 1653 (Director: – ) |
| ---------------------- | -------- | ------------------------------------------------- |
| Orione                 |          |                                                   |
| Diana                  |          |                                                   |
| Aurora                 |          |                                                   |
| Castore                |          |                                                   |
| Ercole                 |          |                                                   |
| Taumanti               |          |                                                   |
| Filotero               |          |                                                   |
| Vulcano                |          |                                                   |
| Bronte                 |          |                                                   |
| Sterope                |          |                                                   |
| Apollo                 |          |                                                   |
| Venere                 |          |                                                   |
| Cupido                 |          |                                                   |
| Giove                  |          |                                                   |
| Titone                 |          |                                                   |
| Nettuno                |          |                                                   |
| Caronte                |          |                                                   |
| Pluto                  |          |                                                   |
| Una vieja              |          |                                                   |
| Una ninfa de la Aurora |          |                                                   |
| Dos ninfas de Diana    |          |                                                   |